# 魔法翻新
《魔法翻新》是由日本漫畫家星崎真紀創作的日本漫畫，於2016年4月16日至2018年9月14日在《JOUR》連載。

## 出版書籍
| 卷數 | 雙葉社        | 雙葉社                 |
| 卷數 | 發售日期      | ISBN                   |
| ---- | ------------- | ---------------------- |
| 1    | 2016年4月16日 | ISBN 978-4-57-533626-9 |
| 2    | 2017年3月17日 | ISBN 978-4-57-533659-7 |
| 3    | 2018年3月17日 | ISBN 978-4-57-533702-0 |
| 4    | 2022年7月14日 | ISBN 978-4-575-33885-0 |

## 電視劇
改編電視劇於2022年7月18日至9月19日於關西電視台的月10時段播出，由波瑠主演。
台灣由KKTV於7月19日起跟播，MyVideo、中華電信MOD、Hami Video則於7月20日起跟播。緯來日本台於每週六晚間10點跟播。

### 登場人物

#### 主要人物
- 真行寺小梅〈30〉：波瑠[2]

本作的主角。前大型建築公司王牌營業員，後來轉職到「丸福工務店」工作。
- 福山玄之介〈33〉：間宮祥太朗[2]

家族經營的「丸福工務店」的長男。離過兩次婚的單親爸爸。

#### 丸福工務店
- 福山藏之介〈61〉：遠藤憲一[3]

社長。玄之介的父親。
- 福山龍之介〈28〉：吉野北人（THE RAMPAGE from EXILE TRIBE）[3]

負責設計。福山家的三男。
- 小出誠二〈57〉：近藤芳正[4]

資深員工。
- 越後壽太郎〈44〉：本多力[4]

骨幹員工。
- 福山進之介〈7〉：岩川晴[5]

玄之介的兒子（與第一任妻子的小孩）。
- 橋詰：加治將樹

水泥工。
- 東村：永野宗典

木匠。

#### Global Stella D Home
大型建築公司；小梅以前的工作地點。
- 有川拓〈54〉：原田泰造[3]

部長。小梅的前上司。
- 久保寺彰〈27〉：金子大地[3]

營業員。小梅的前同事、前男友。來自京都。
- 三津井健人〈25〉：山下航平[4]

新人社員。部長・有川的跟班。
- 五十嵐櫻子：北香那

社員。彰的前女友。
- 橫田：土佐和成

有川的部下。

#### 其他人物
- 小笠原京子：YOU[4]

龍之介經常造訪的酒吧老闆。
- 春川Mikoto〈30〉：SUMIRE[4]

小梅大學時代起結交的朋友。插畫家，是小梅的登山夥伴。
- 關東煮攤攤主：諏訪雅

丸福工務店員工經常造訪的路邊攤。
- 雪乃：中井櫻

跟寅之介私奔的玄之介前妻（第二任）。懷上了寅之介的小孩。
- 福山寅之介〈31〉：落合扶樹

福山家的次男。奪走哥哥玄之介的妻子並一起私奔。進京不動產的社員。

### 客串角色

#### 第1話
- 西崎萬智：中山美穗[6]

委託人，希望能把擁有60年歷史的自家翻新。雜誌編輯長；負責資深作家・片山冬樹。
- 西崎和則：寺脇康文[6]

萬智的丈夫、委託人。職業是作家。
- 佐竹優香：森矢寬和

對掃除清理極度不拿手的家庭主婦。是小梅在D Home時期的顧客。
- 佐竹總一朗：橋本淳

優香的丈夫；小梅在D Home時期的顧客。

#### 第2話
- 河内千聖：水野美紀

從事銷售職。委託希望能有可以分開睡覺但是沒有距離感的房間。
- 河内享明：野間口徹

千聖的丈夫。系統工程師。

#### 第3話
- 加藤浩晶：迫田孝也

剛買的二手獨棟房屋是曾發生事故的，因此委託翻新。曾是妻子的經紀人。
- 加藤艾米莉：特林德爾·玲奈

浩晶的妻子。曾是暱稱「Emirin」、本名桃原艾米莉的偶像藝人。
- 武田：山田真步

作曲家。諸見聰的徒弟，知道師父盜用自己創作的曲子，但是默許了。
- 諸見聰：宮坂宏

被稱為「現代的蕭邦」的作曲家。
- 村田：涉谷謙人

桃原艾米莉的粉絲。

#### 第4話
- 小山田真理：渡邊真起子

委託翻修房屋外牆。一年前丈夫去世，現在與兒子・昌輝一起生活。
- 保科千惠子：淺野優子

真理丈夫的姐姐。風水愛好者。認為真理家風水不佳。
- 小山田昌輝：佐伯大地

真理的兒子。因捲入公司派系鬥爭而遭開除，現在失業中。
- 華丸：寺島進

外牆裝修公司的工頭。

#### 第5話
- 鎌田武彥：岩松了

因自家遭竊被警察指出是容易被盯上的房屋，而委託希望能翻修加強安全。
- 多田深雪：村川繪梨

武彥的女兒。勸說母親過世後獨自一人居住的父親搬過茨木一同居住。
- 山田：山田喜子

鎌田家的鄰居。
- 深雪的丈夫：半田周平

#### 第6話
- 飯星靖子：真飛聖

上班族。
- 攝影師：酒井善史

拍攝「丸福工務店」網站上的照片。

#### 第7話
- 真行寺青空：葉山獎之

小梅的弟弟。
- 真行寺樹：田中真琴

青空的妻子。
- 真行寺鳥雄：相島一之

小梅的爸爸。
- 真行寺喜代子：宮崎美子

小梅的媽媽。
- 磯邊正一：德重聰

建商代表。

#### 第8話
- 弘前悟：戶次重幸

京子的年下戀人。公務員。

### 製作團隊
- 原作：星崎真紀《魔法翻新》（雙葉社《JOUR》連載）
- 劇本：上田誠
- 配樂：瀨川英史
- 片頭曲：さとうもか「魔法」（EMI Records /日本環球音樂）
- 主題曲：Yorushika「地糧」（Universal J）
- 導演：瑠東東一郎、本田隆一
- 製作人：岡光寛子（關西電視台）、伊藤茜（MEDIA PULPO）、田端綾子（MEDIA PULPO）
- 製作協力：MEDIA PULPO
- 製作、著作：關西電視台

### 播出日程
- 第1話加長15分鐘（22:00 - 23:09）。

| 集數                                                                      | 播出日期 | 標題 | 導演       | 收視率 |
| ------------------------------------------------------------------------- | -------- | ---- | ---------- | ------ |
| 第1話                                                                     | 7月18日  |      | 瑠東東一郎 | 7.4%   |
| 第2話                                                                     | 7月25日  |      | 瑠東東一郎 | 6.7%   |
| 第3話                                                                     | 8月01日  |      | 本田隆一   | 6.7%   |
| 第4話                                                                     | 8月08日  |      | 本田隆一   | 6.2%   |
| 第5話                                                                     | 8月15日  |      | 瑠東東一郎 | 6.1%   |
| 第6話                                                                     | 8月22日  |      | 本田隆一   | 6.3%   |
| 第7話                                                                     | 8月29日  |      | 瑠東東一郎 | 6.2%   |
| 第8話                                                                     | 9月05日  |      | 片山雄一   | 6.0%   |
| 第9話                                                                     | 9月12日  |      | 本田隆一   | 5.8%   |
| 最終話                                                                    | 9月19日  |      | 瑠東東一郎 | 6.6%   |
| 平均收視率 6.4%（收視率由Video Research調查關東地區、家戶的即時統計資料） |          |      |            |        |

## 外部連結
- 電視劇官方網站 - 關西電視台（日語）
  - 電視劇的X（前Twitter）（日語）
  - 電視劇的Instagram帳戶（日語）
- 緯來日本台官方網站 - 緯來日本台（繁體中文）
- 魔法翻新 （页面存档备份，存于） - KKTV
- 魔法翻新 - MyVideo

| 日本 富士電視網 週一晚間十點連續劇        | 日本 富士電視網 週一晚間十點連續劇               | 日本 富士電視網 週一晚間十點連續劇 |
| ----------------------------------------- | ------------------------------------------------ | ---------------------------------- |
|                                           | 魔法翻新 （2022年7月18日－9月19日）              |                                    |
| 戀愛何必認真？ （2022年4月18日－6月20日） | Elpis-希望或是災難- （2022年10月24日－12月26日） |                                    |

| 臺灣 緯來日本台 每週六 22:00-23:00                | 臺灣 緯來日本台 每週六 22:00-23:00                | 臺灣 緯來日本台 每週六 22:00-23:00 |
| ------------------------------------------------- | ------------------------------------------------- | ---------------------------------- |
|                                                   | 魔法翻新！住宅改造女王 （2022年7月23日－9月24日） |                                    |
| 女大律師前男友的怪遺言 （2022年4月16日－6月25日） | 遊戲之子 （2022年10月22日－12月17日）             |                                    |